# Grodzisko (powiat strzelecki)
Grodzisko (niem. Grodisko, 1936-1945 Burghof) – wieś w Polsce położona w województwie opolskim, w powiecie strzeleckim, w gminie Strzelce Opolskie.
| SIMC    | Nazwa   | Rodzaj     |
| ------- | ------- | ---------- |
| 0503110 | Breguła | przysiółek |
| 0503095 | Dołki   | część wsi  |
| 0503103 | Ściegna | część wsi  |

Wieś istniała już w 1429 roku.
W latach 1975–1998 miejscowość należała administracyjnie do województwa opolskiego.

## Zabytki
Do wojewódzkiego rejestru zabytków wpisany jest:
- kościół par. pw. św. Katarzyny, z 1812 r., 1924 r.